# Championnat de Finlande de football 1986
Navigation
Saison précédente Saison suivante
La saison 1986 du Championnat de Finlande de football était la 57e édition de la première division finlandaise à poule unique, la Mestaruussarja. Les douze meilleurs clubs du pays jouent les uns contre les autres à deux reprises durant la saison, à domicile et à l'extérieur. Le dernier est relégué directement en Ykkonen tandis que l'avant-dernier dispute un barrage face au vice-champion de deuxième division pour tenter de conserver sa place parmi l'élite.
Le club de Kuusysi Lahti remporte le 3e titre de champion de Finlande de son histoire aprèsa avoir terminé en tête du classement final, avec 2 points d'avance sur un trio composé du TPS Turku, du HJK Helsinki, le tenant du titre et du RoPS Rovaniemi, vainqueur de la Coupe de Finlande.

## Les 12 clubs participants
| - FC Ilves Tampere - RoPS Rovaniemi - OTP Oulu - Koparit Kuopio - Haka Valkeakoski - PPT Pori | - HJK Helsinki - Kuusysi Lahti - KePS Kemi - TPS Turku - KuPS Kuopio - MP Mikkeli - Promu de Ykkonen |

## Compétition
Le barème de points servant à établir le classement se décompose ainsi :
- Victoire : 2 points
- Match nul : 1 point
- Défaite : 0 point

### Classement
| Rang | Équipe           | Pts | J  | G  | N  | P  | Bp | Bc | Diff |
| ---- | ---------------- | --- | -- | -- | -- | -- | -- | -- | ---- |
| 1    | Kuusysi Lahti    | 32  | 22 | 13 | 6  | 3  | 40 | 20 | +20  |
| 2    | TPS Turku        | 30  | 22 | 12 | 6  | 4  | 35 | 15 | +20  |
| 3    | HJK Helsinki T   | 30  | 22 | 10 | 10 | 2  | 42 | 23 | +19  |
| 4    | RoPS Rovaniemi C | 30  | 22 | 12 | 6  | 4  | 32 | 14 | +18  |
| 5    | Haka Valkeakoski | 22  | 22 | 8  | 6  | 8  | 32 | 27 | +5   |
| 6    | FC Ilves Tampere | 22  | 22 | 9  | 4  | 9  | 39 | 36 | +3   |
| 7    | MP Mikkeli P     | 18  | 22 | 6  | 6  | 10 | 27 | 37 | -10  |
| 8    | PPT Pori         | 18  | 22 | 5  | 8  | 9  | 27 | 40 | -13  |
| 9    | Koparit Kuopio   | 18  | 22 | 4  | 10 | 8  | 18 | 32 | -14  |
| 10   | KuPS Kuopio      | 18  | 22 | 7  | 4  | 11 | 23 | 38 | -15  |
| 11   | KePS Kemi        | 15  | 22 | 4  | 7  | 11 | 23 | 31 | -8   |
| 12   | OTP Oulu         | 11  | 22 | 4  | 3  | 15 | 16 | 41 | -25  |

|  | Qualification pour la Coupe d'Europe des clubs champions 1987-1988                      |
|  | Qualification pour la Coupe des Coupes 1987-1988                                        |
|  | Qualification pour la Coupe UEFA 1987-1988                                              |
|  | Participation au barrage de promotion-relégation                                        |
|  | Relégation directe en Ykkonen                                                           |
|  | T Tenant du titre C Vainqueur de la Coupe de Finlande P Club promu de deuxième division |

#### Barrages de promotion-relégations
Le KePS Kemi doit rencontrer le vice-champion de deuxième division, le club de KontU Helsinki, pour tenter de se maintenir parmi l'élite. Les matchs se disputent sous forme d'aller-retour.
| Équipe 1            | Résultat | Équipe 2  | Aller | Retour |
| ------------------- | -------- | --------- | ----- | ------ |
| KontU Helsinki (D2) | 5 - 7    | KePS Kemi | 3 - 4 | 2 - 3  |

## Bilan de la saison
| Championnat de Finlande de football 1986                  |                          |
| Champion                                                  | Kuusysi Lahti (3e titre) |
| Coupes et trophées                                        |                          |
| Vainqueur de la Coupe de Finlande 1986                    | RoPS Rovaniemi           |
| Qualifications continentales                              |                          |
| Coupe d'Europe des clubs champions 1987-1988 Premier tour | Kuusysi Lahti            |
| Coupe des Coupes 1987-1988 Premier tour                   | RoPS Rovaniemi           |
| Coupe UEFA 1987-1988 Premier tour                         | TPS Turku                |
| Promotions et relégations                                 |                          |
| Promus en Mestaruussarja                                  | Reipas Lahti             |
| Relégués en Ykkonen                                       | OTP Oulu                 |